# Rock Hill (Missouri)
Rock Hill ist eine Stadt mit dem Status „City“ im St. Louis County im US-Bundesstaat Missouri. Das U.S. Census Bureau hat bei der Volkszählung 2020 eine Einwohnerzahl von 4.750 ermittelt.

## Geographie
Die Koordinaten von Rock Hill liegen bei 38°36'33" nördlicher Breite und 90°22'1" westlicher Länge.
Nach Angaben der United States Census 2010 erstreckt sich das Stadtgebiet von Rock Hill über eine Fläche von 2,82 Quadratkilometer (1,09 sq mi). Rock Hill grenzt im Westen an Warson Woods, im Nordwesten und Norden an Ladue, im Südwesten an Glendale, im Nordosten an Brentwood und im Südosten an Webster Groves.

## Bevölkerung
Nach der United States Census 2010 lebten in Rock Hill 4635 Menschen verteilt auf 2064 Haushalte und 1198 Familien. Die Bevölkerungsdichte betrug 1643,6 Einwohner pro Quadratkilometer (4252,3/sq mi).
Die Bevölkerung setzte sich 2010 aus 70,6 % Weißen, 23,0 % Afroamerikanern, 0,3 % amerikanischen Ureinwohnern, 2,5 % Asiaten, 0,8 % aus anderen ethnischen Gruppen und 2,9 % mit zwei oder mehr Ethnien zusammen. Bei 2,8 % der Bevölkerung handelte es sich um Hispanics oder Latinos. Von den 2064 Haushalten lebten in 26,6 % Kinder unter 18 und in 9,0 % der Haushalten lebten Personen über 65.
Von den 4635 Einwohnern waren 20,7 % unter 18 Jahre, 7,1 % zwischen 18 und 24 Jahren, 32,9 % zwischen 25 und 44 Jahren, 26,8 % zwischen 45 und 64 Jahren und in 12,6 % der Menschen waren 65 Jahre oder älter waren. Das Durchschnittsalter betrug 36,9 Jahre und 49,0 % der Einwohner waren männlich.

## Belege
1. ↑  Explore Census Data Total Population in Rock Hill city, Missouri. Abgerufen am 2. Februar 2023.
2. ↑   United States Census
3. ↑   American Fact Finder